# Douglas McDonald
Douglas John McDonald (11 de mayo de 1935) es un deportista canadiense que compitió en remo. Participó en los Juegos Olímpicos de Melbourne 1956, obteniendo una medalla de plata en la prueba de ocho con timonel.

## Palmarés internacional
| Juegos Olímpicos | Juegos Olímpicos      | Juegos Olímpicos | Juegos Olímpicos |
| Año              | Lugar                 | Medalla          | Prueba           |
| ---------------- | --------------------- | ---------------- | ---------------- |
| 1956             | Melbourne (Australia) | Medalla de plata | Ocho con timonel |